# Milanovac (Velike)
Milanovac (1953-ig Svrzigaće, 1953 és 1991 között Požeški Milanovac) falu Horvátországban, Pozsega-Szlavónia megyében. Közigazgatásilag Velikéhez tartozik.

## Fekvése
Pozsegától légvonalban 9, közúton 11 km-re északnyugatra, községközpontjától légvonalban 9, közúton 14 km-re délnyugatra, a Pozsegai-medencében, Velikeolaszi és Ugarci között fekszik. 

## Története
A török uralom alóli felszabadulás után keletkezett Boszniából érkezett pravoszláv szerbek betelepülésével.  1698-ban „Szverzigatyae” néven 3 portával szerepel a török uralom alól felszabadított szlavóniai települések összeírásában.

Az első katonai felmérés térképén „Dorf Sverzigacse” néven látható. Nagy Lajos 1829-ben kiadott művében „Sverzigatse” néven 16 házzal, 96 ortodox vallású lakossal találjuk.  1857-ben 86, 1910-ben 167 lakosa volt. 1910-ben a népszámlálás adatai szerint teljes lakossága szerb anyanyelvű volt. Pozsega vármegye Pozsegai járásának része volt. Az első világháború után 1918-ban az új szerb-horvát-szlovén állam, majd később (1929-ben) Jugoszlávia része lett. 1991-ben teljes lakossága szerb nemzetiségű volt. 2001-ben 45 lakosa volt.

## Lakossága
| Lakosság változása | Lakosság változása | Lakosság változása | Lakosság változása | Lakosság változása | Lakosság változása | Lakosság változása | Lakosság változása | Lakosság változása | Lakosság változása | Lakosság változása | Lakosság változása | Lakosság változása | Lakosság változása | Lakosság változása | Lakosság változása |
| ------------------ | ------------------ | ------------------ | ------------------ | ------------------ | ------------------ | ------------------ | ------------------ | ------------------ | ------------------ | ------------------ | ------------------ | ------------------ | ------------------ | ------------------ | ------------------ |
| 1857               | 1869               | 1880               | 1890               | 1900               | 1910               | 1921               | 1931               | 1948               | 1953               | 1961               | 1971               | 1981               | 1991               | 2001               | 2011               |
| 86                 | 99                 | 83                 | 96                 | 118                | 167                | 172                | 214                | 164                | 174                | 156                | 116                | 86                 | 62                 | 51                 | 45                 |